# Zero Team
Zero Team est un jeu vidéo développé par Seibu Kaihatsu et édité par Fabtek en Amérique du Nord. Il s’agit d’un beat them up sorti sur borne d'arcade en 1993.

## Scénario
Une jeune femme se fait enlever par un mystérieux gang de ninjas des ténèbres. Ses quatre amis se lancent à sa rescousse.

## Système de jeu
Zero Team est un beat them up dans la lignée de Final Fight de Capcom. Le joueur incarne des personnages de type super-héros japonais basé sur les Super Sentai. Ils peuvent lancer et détruire des objets du décor et les utiliser contre leurs ennemis. Le but est de mettre hors d’état de nuire les boss de fin de niveau qui parsèment les six niveaux de jeu et sauver la fille kidnappée.

## Spécifications techniques

### Processeur
- NEC V30 cadencé à 16 MHz
- Zilog Z80 cadencé à 3,579 545 MHz

### Audio
- Yamaha YM3812 cadencé à 3,579 545 MHz
- OKI 6295 cadencé à 1,022 727 MHz

Le hardware de Zero Team n'est pas rigoureusement le même que celui de Raiden II. En effet, certaines puces custom SEIBU SEIXXX ne sont pas les mêmes (Zero Team n'en a que 4, 1x puce custom SEI1000 et qui possède 184 pins, 1x SIE150 à 100 pins, 1x SEI251 SB03-012 qui est relié à une batterie au lithium, et enfin 1x puce custom SEI0200 TC110G21AF) et la partie audio diffère aussi dans le sens où Raiden II utilise une puce Yamaha YM-2151 alors que Zero Team utilise une puce Yamaha YM-3812.

### Généralités
Le joueur a le choix entre quatre personnages ayant chacun des aptitudes particulières comme dans les Sentaī dont il s'inspire. Ace est doué pour faire des coups de pied volants. Speed est le plus rapide de tous. Spin est une femme dotée de longs bras permettant de saisir les ennemis. Big O est lent, mais est le plus puissant de l’équipe.
L’intelligence artificielle de Zero Team, datant de 1993, est assez évoluée pour l’époque, les ennemis utilisent des approches aléatoires, et sont imprévisible dans leurs mouvements pour le(s) joueurs.
Le deuxième attrait du jeu est la possibilité de saisir aussi bien les PNJ (adversaires et passants) que des éléments du décor pour s'en servir comme projectile. Les deux véritables armes présentent dans le jeu étant le bazooka et le fléau d'armes (boule à pointe).
Il existe quatre version du jeu : Zero Team pour le marché japonais et Zero Team USA pour le marché nord-américain, tous deux sortis en 1993,  New Zero Team en 1997 qui est un re-mélange des niveaux, et enfin Zero Team 2000 qui améliore sensiblement la qualité sonore.
La durée de jeu est d’environ ¾ d’heure, ce qui est la durée moyenne d'un beat them up sur arcade. Il est, depuis Novembre 2020, disponible sur le Nintendo Store de la Nintendo Switch et sur le Playstation Store de la console éponyme.

### Missions
1. Stage 1 : Rue de la ville / Magasin
2. Stage 2 : Entrepôt logistique / Port de plaisance
3. Stage 3 : Chantier / entrée du temple
4. Bonus Stage
5. Stage 4 : Temple sacré / chemin du ponton marin
6. Stage 5 : Entrée de l'Ile du Crâne / souterrain
7. Bonus Stage
8. Stage 6 : Le Temple souterrain / Combat Final